# Vollenhovia acanthina
Vollenhovia acanthina är en myrart som först beskrevs av Vladimir Aphanasjevich Karavaiev 1935.  Vollenhovia acanthina ingår i släktet Vollenhovia och familjen myror. Inga underarter finns listade i Catalogue of Life.